# 船外保管プラットフォーム

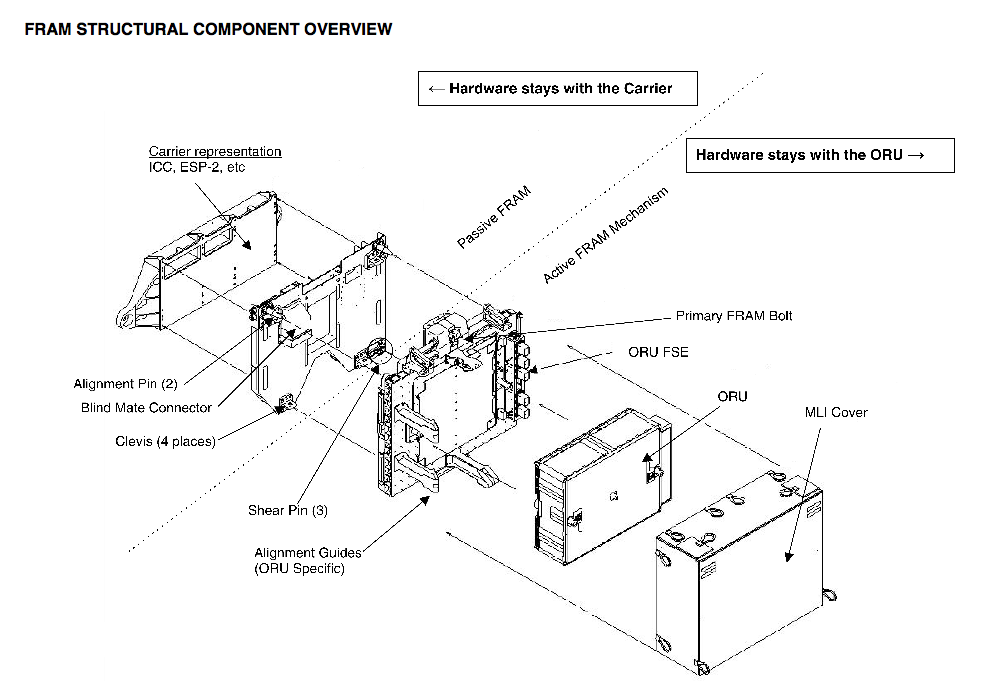
FRAMの分解図。

船外保管プラットフォーム（英語: External Stowage Platform、ESP）は国際宇宙ステーション（ISS）の主要な構成機器のひとつ。ESPは宇宙ステーションの修理や改良に使う軌道上交換ユニット（ORU）などの交換用の装置の船外保管場所である。温度が低下しすぎないようにヒータで保温することができる。各ORUは、ESP上に設置された軌道上で取付け・取外しが可能な取付け機構（Flight Releasable Attachment Mechanism、FRAM）と呼ばれる接続機構で固定される。ESP-2とESP-3の構造は、スペースシャトルで曝露機器を輸送するために設計された曝露機器輸送用キャリア（ICC）を元に製造された。ICCはスペースハブ社が製造したものであり、シャトルの飛行中に貨物室から取り外すことは考慮されていなかったが、ESP-2とESP-3は貨物室から取り出してISSに設置できるように設計されたICCの改良型である。最初に設置されたESP-1とは形が異なっている。

## ESP-1

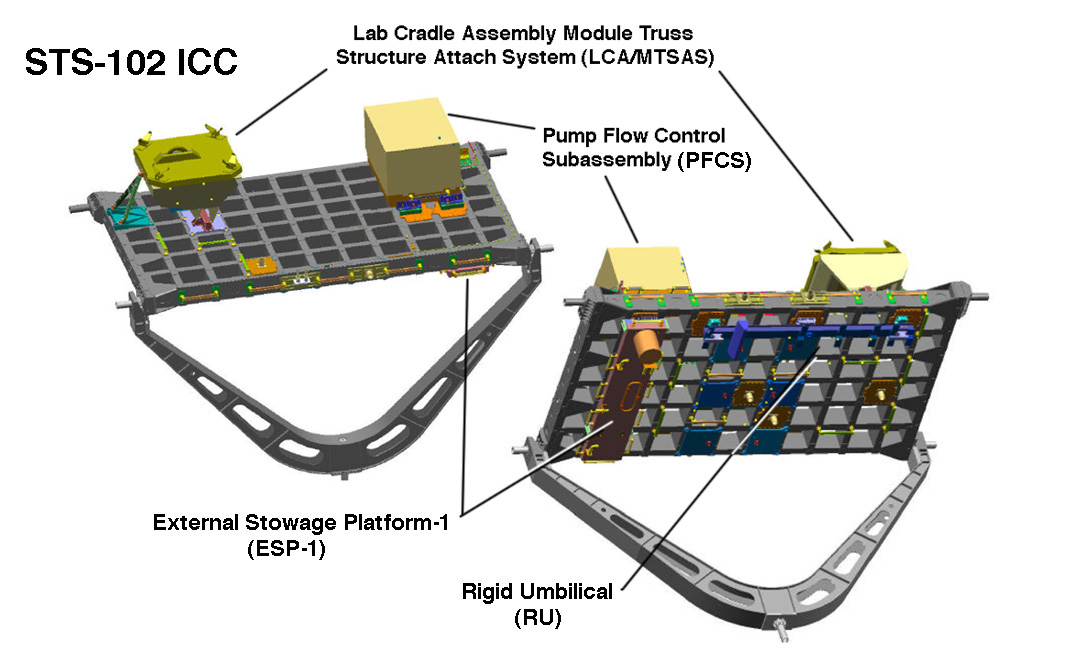
打ち上げ時の状態。

最初の船外プラットフォームはESP-1と呼ばれており、2001年3月13日にSTS-102ミッションの2度目の船外活動でデスティニーモジュールの左舷トラニオンピンに設置された。ユニティモジュールからヒータ電力が供給されており、ORU 2基を保管できる。ESP-1はシャトル運搬時にはICCの下部に取り付けられて運ばれた。ESP-2,3やエクスプレス補給キャリア(ELC)に比べると小型で形状も異なっている。寸法は最大で幅0.46m、長さ2.44mである。

### 保管品
ESP-1には以下の2つのORUが保管されている。
- FRAM-1 :ポンプ流量制御装置 (PFCS)  STS-102で追加[3]
- FRAM-2 :直流切替ユニット (DCSU) STS-100で追加[4]

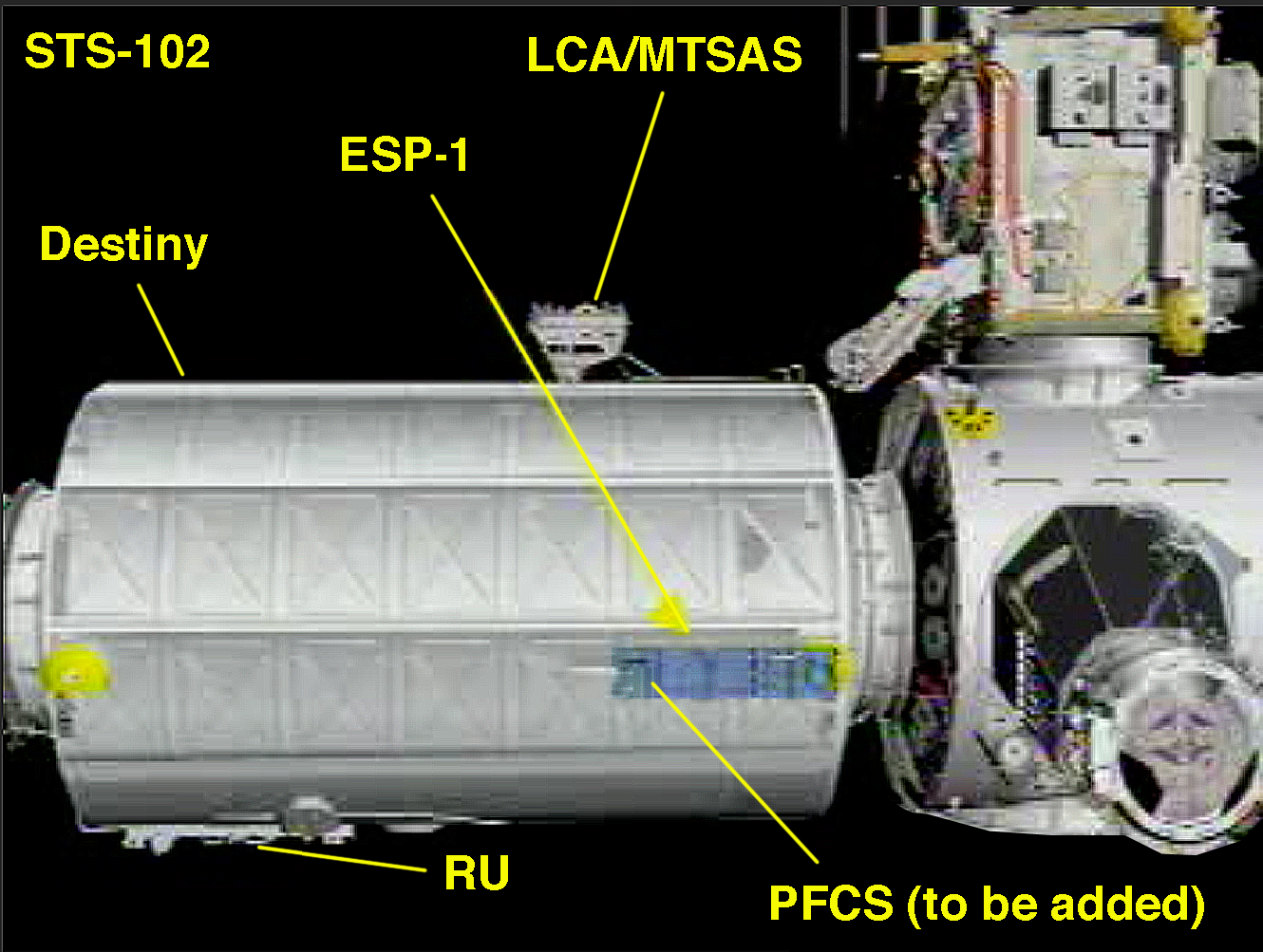
ディスティニーに取り付けられたESP-1。STS-102ミッション終了時の状態。
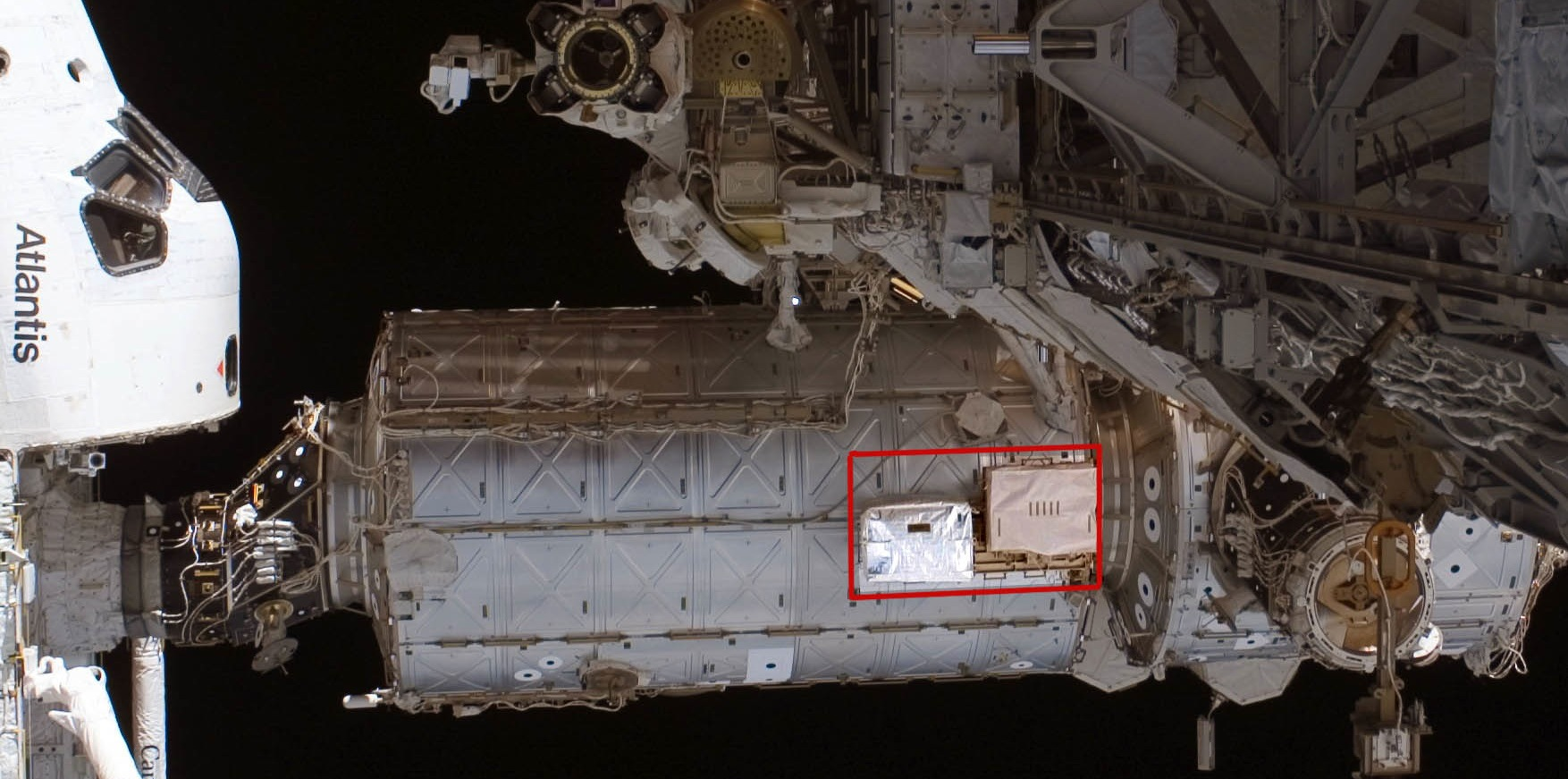
ディスティニーに取り付けられたESP-1。ポンプ流量制御装置(PFCS)は左側。
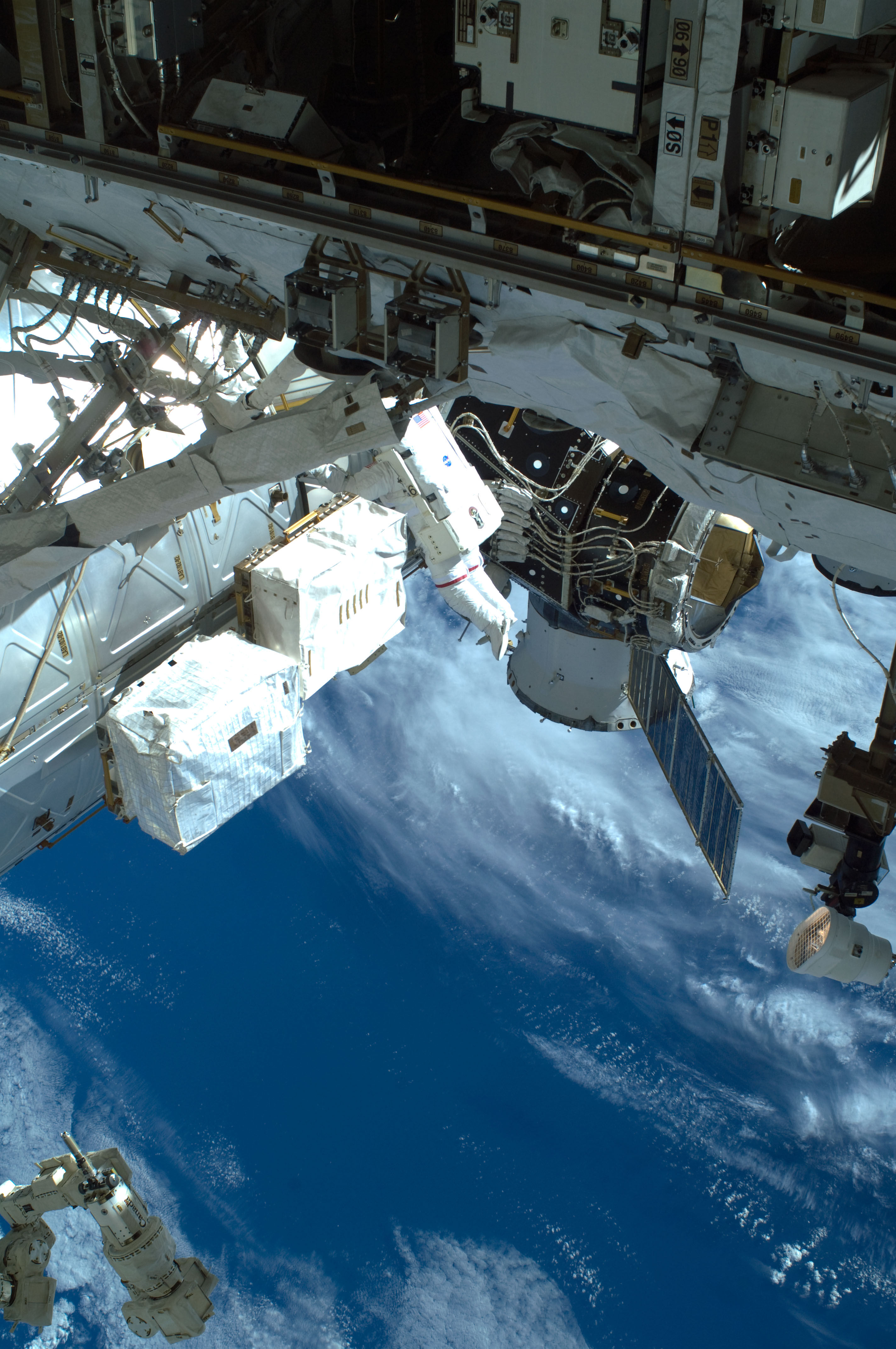
他視点からみたESP-1。
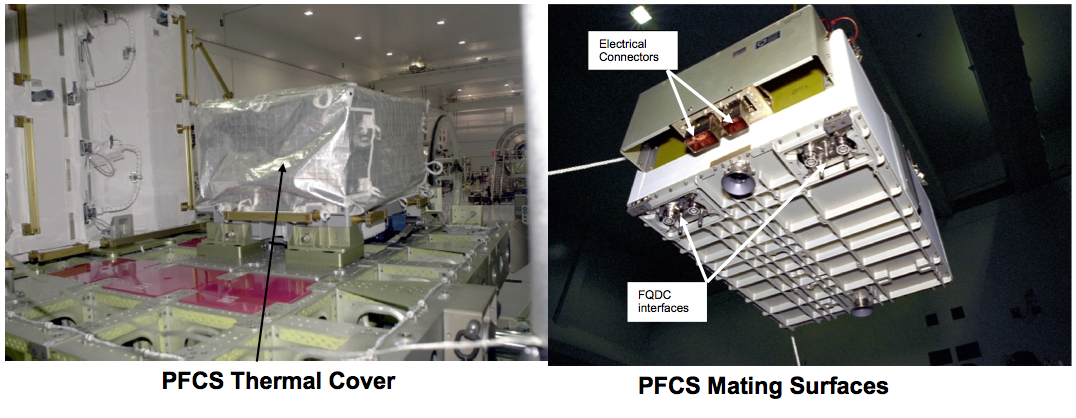
PFCSの取付機構。
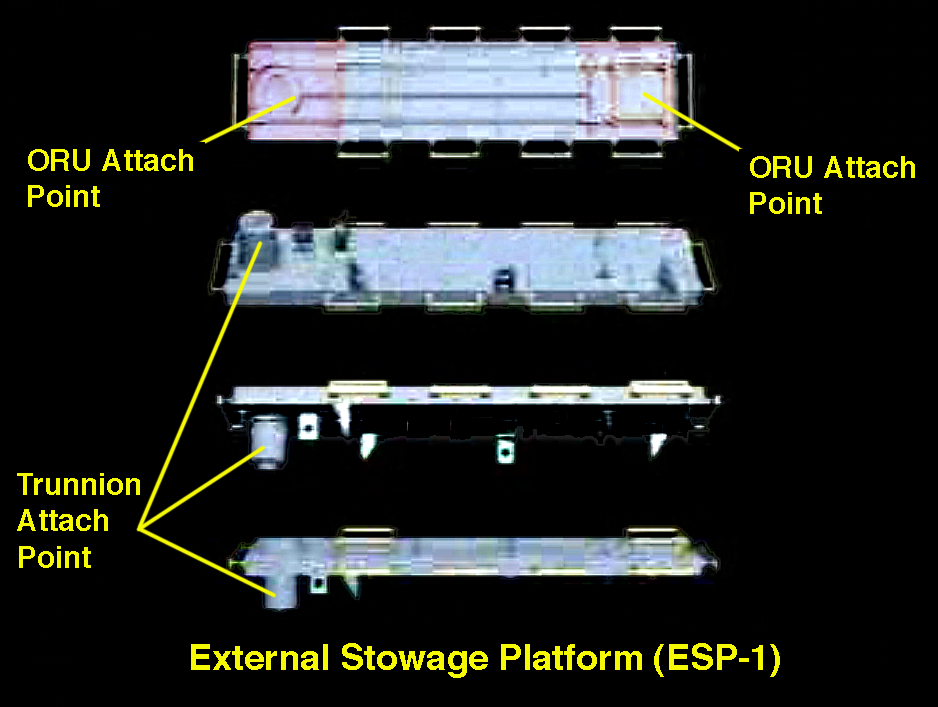
ESP-1の平面図。

## ESP-2

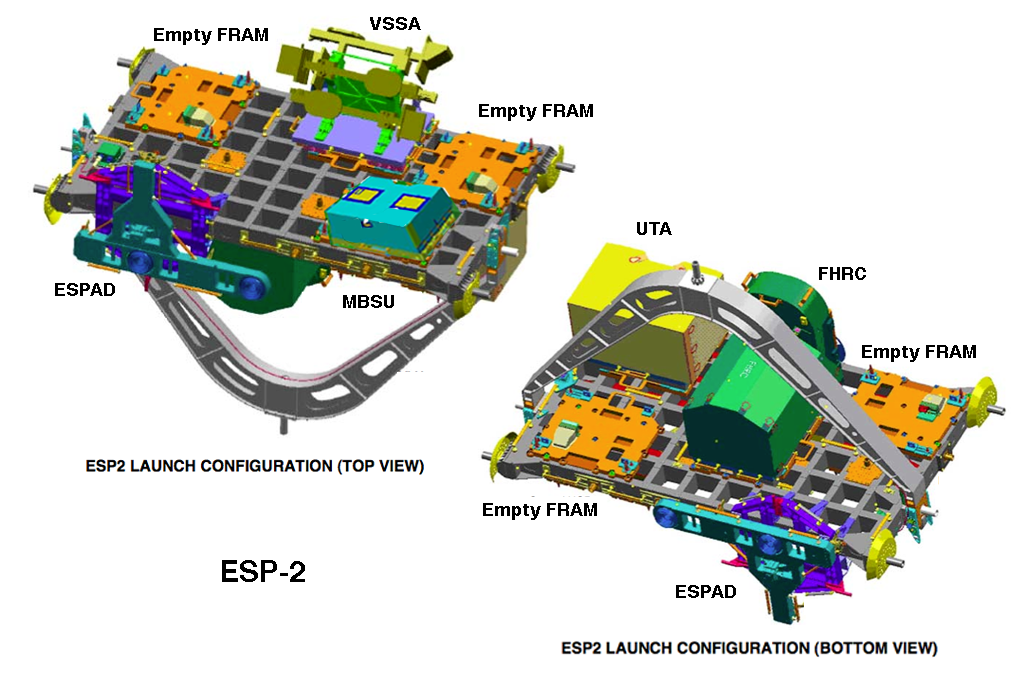
ESP-2の打ち上げ時の状態。

ESP-2は、STS-114でISSに運搬されて設置された。ESP-1よりも大きなサイズであり、ORUを設置する機構8個を有している。ESP-1と同じく、ユニティモジュールからヒータ電力を供給されているが、ESP-1とは異なり特製の固定機構を利用してクエスト (ISS)エアロックの外壁に取り付けられている。ESP-2とESP-3はICCをシャトルの貨物室から取り外してISSに設置できるようにした改良型であり、寸法は2.44m×3.96mでICCと同じである。ESP-2とESP-3は、シャトル搭載時にはキール・ヨーク・アセンブリ(KYA)で構造を支えられていたが、貨物室から取り出す際にはこれは外されて、KYAは地上に回収されている。

### 保管品
ESP-2には以下の8箇所の取り付け部(FRAM)を有しており、以下のORUが保管されている。
- FRAM-1 (上面) ポンプモジュール(PM)を保管していたが、現在は空き状態
- FRAM-2 (上面) 直流切替ユニット (DCSU) :STS-123で設置[6]
- FRAM-3 (上面) 直流切替ユニット (DCSU) :STS-123で追加[6]
- FRAM-4 (上面) メインバス切替ユニット (MBSU) :STS-114で搭載したまま運搬[7]
- FRAM-5 (シャトル搭載時のキール側:すなわち下面) カナダアーム2(SSRMS)のヨー軸関節 :STS-123で追加[6]
- FRAM-6 (下面) メインバス切替ユニット (MBSU) :STS-120で追加[8]
- FRAM-7 (下面) フレックス・ホース・ロータリー・カプラー (FHRC-3) :STS-114で搭載したまま運搬[7]
- FRAM-8 (下面) ユーティリティ・トランスファー・アセンブリ (UTA) :STS-114で搭載したまま運搬[7]

### 保管品入れ替えの変遷
- ビデオ支柱支持アセンブリ (VSSA) がESP-2のFRAM-2に取り付けられて打ち上げられたが[7]、支柱を取り外した後、2007年の7月23日に船外投棄された。VSSAに搭載されていたビデオカメラ用の支柱 4本は船外活動でトラスに設置された。
- ポンプモジュール(PM) (s/n 4)は、STS-121でFRAM-1に設置されていたが[9]2010年8月17日に取り外され、S1トラスの故障したポンプモジュールと交換された。故障したユニットは一時的にモービル・ベース・システム(MBS)に仮置きされた後、STS-133でESP-2のFRAM-1に移動され[10]、STS-135で地上に回収された。
- 故障して交換されたコントロール・モーメント・ジャイロ(CMG)が、STS-118の期間中にFRAM-5に仮置きされ[11]、STS-122で地上に回収された[12]。

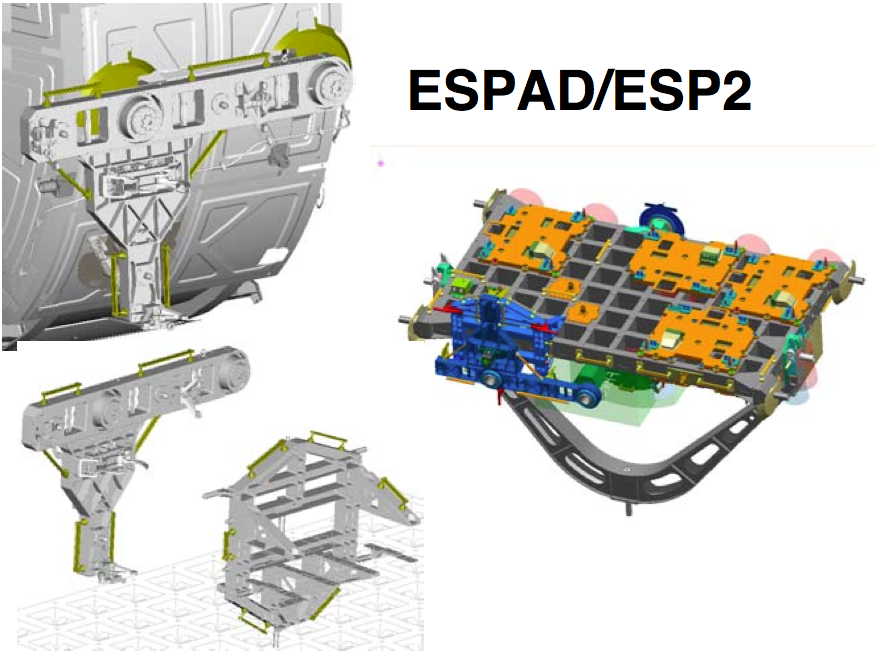
ESP-2は、ESP結合機構(ESPAD)を使ってクエストに取り付けている。
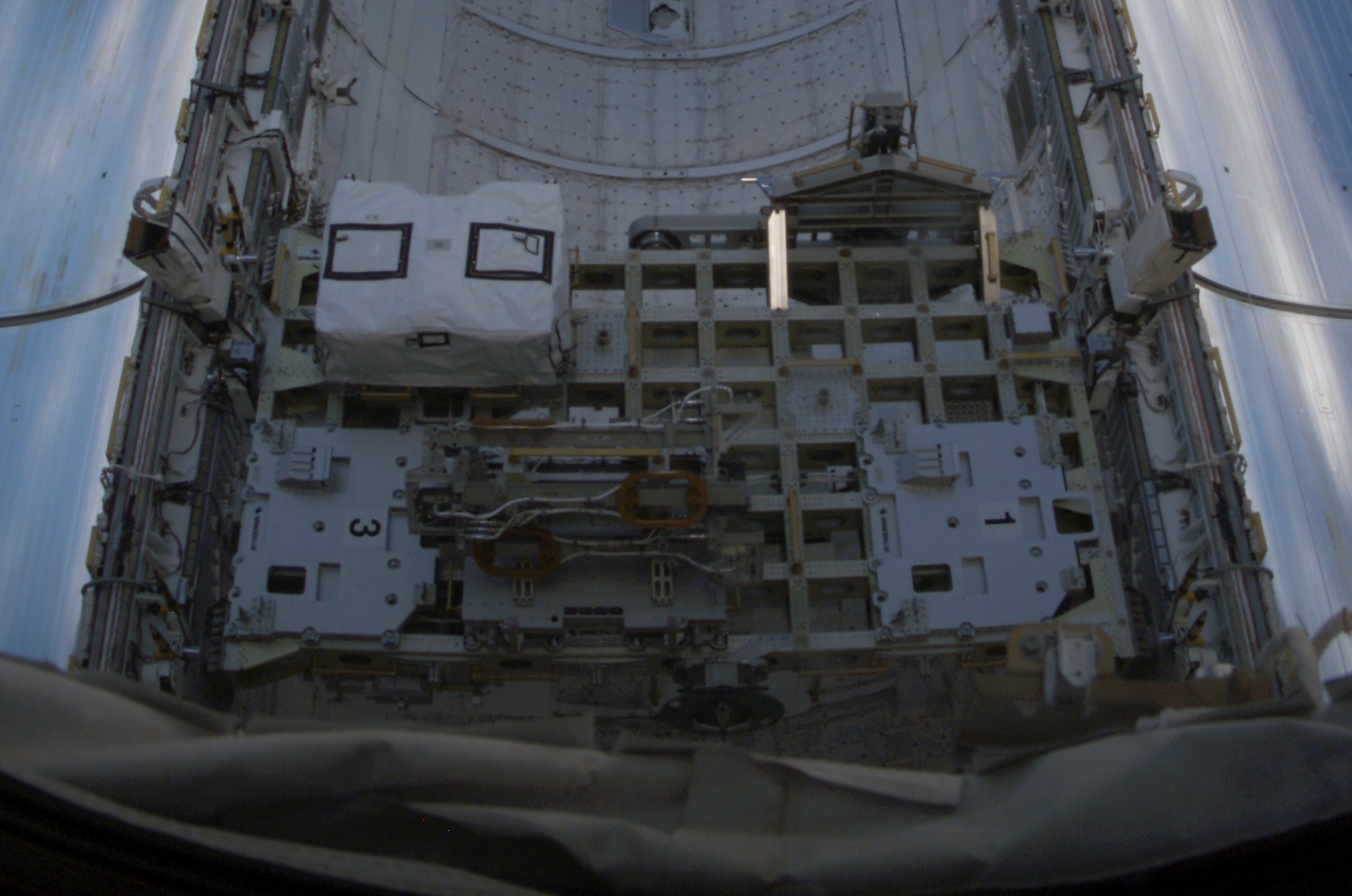
STS-114のペイロードベイに搭載されたESP-2。
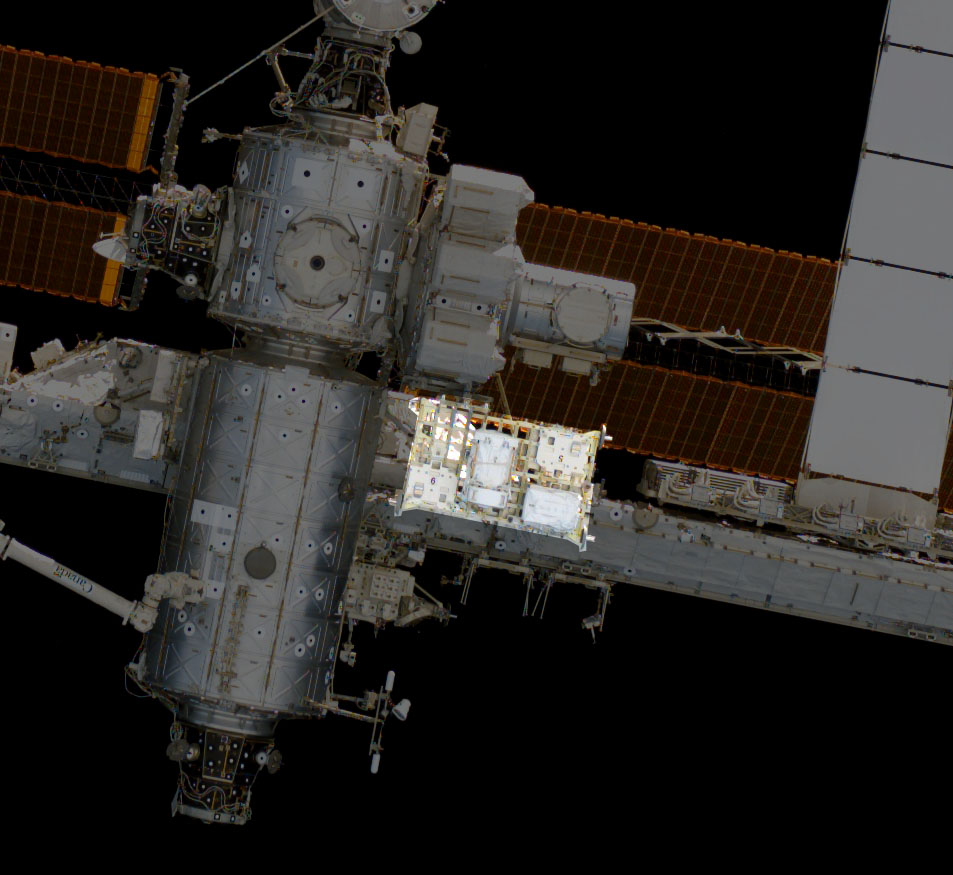
ISSの下側から見たESP-2、ハイライトでわかりやすく表示。
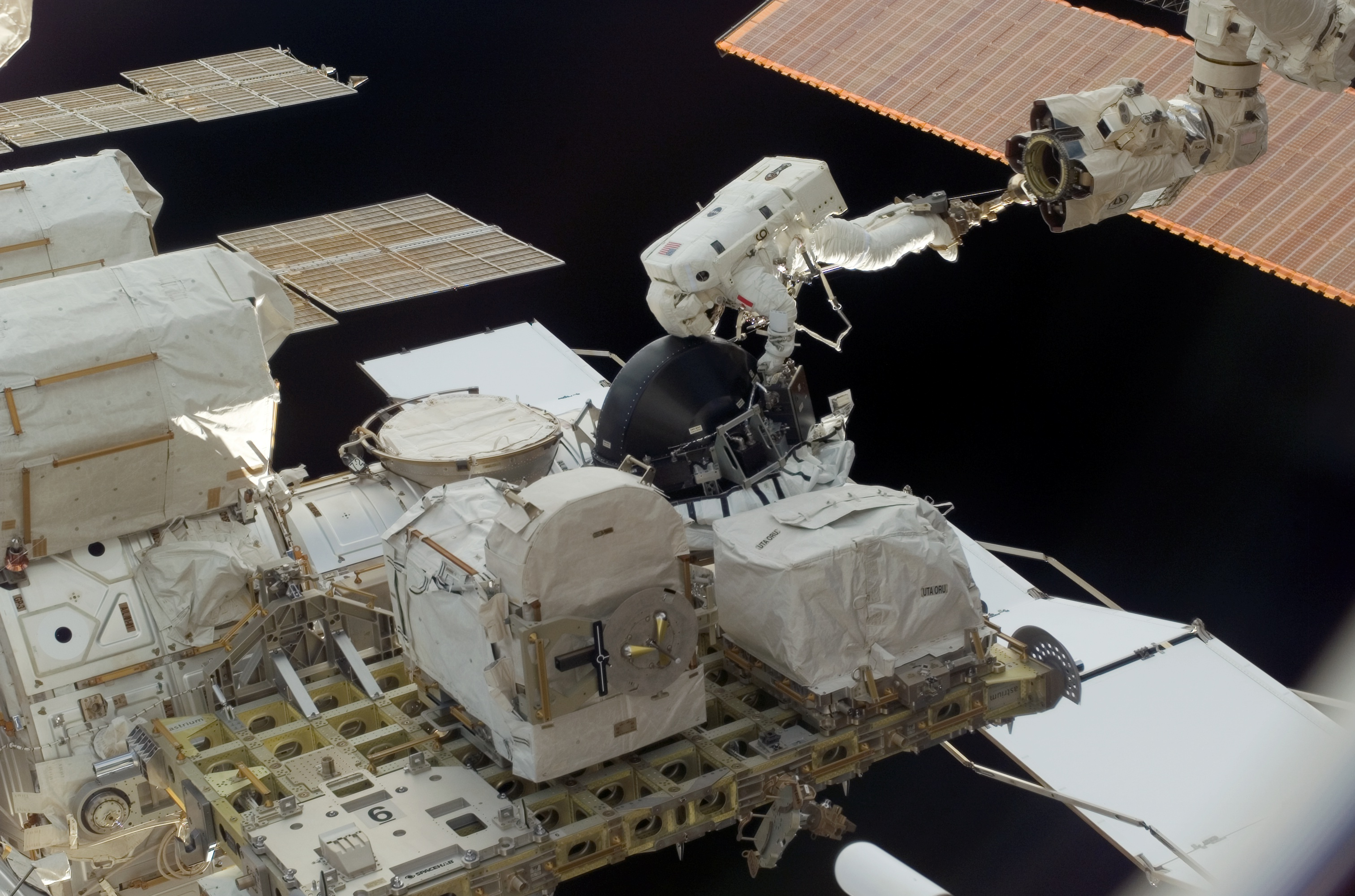
STS-118の船外活動時に故障したコントロール・モーメント・ジャイロをESP-2に取り付ける様子。
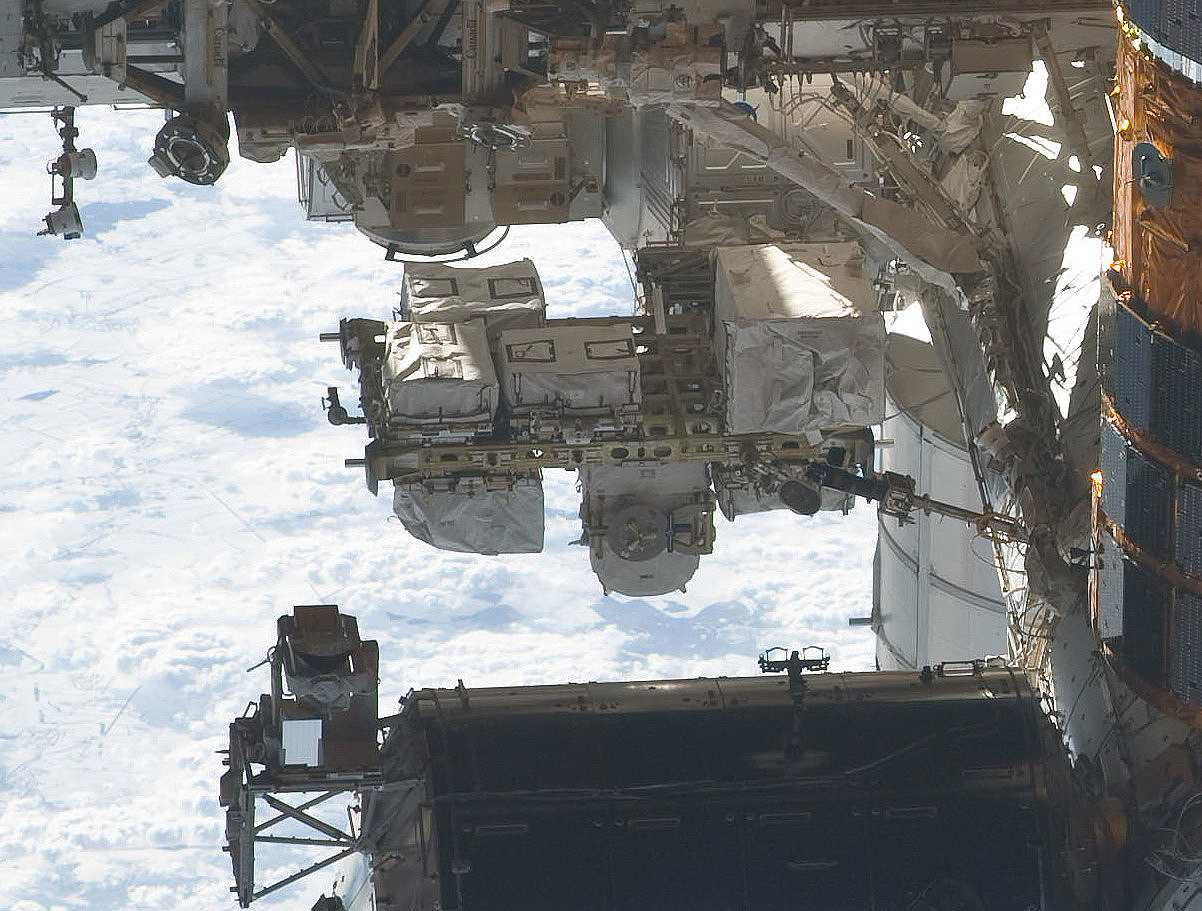
STS-133がISSから離脱する時に撮影されたESP-2。

## ESP-3

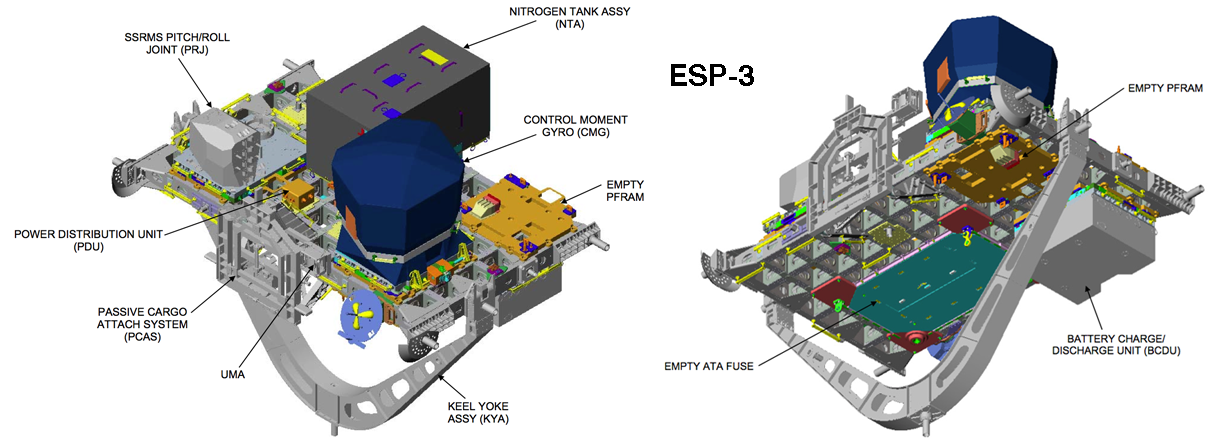
ESP-3の打ち上げ時の状態。

ESP-3は2007年8月14日のSTS-118ミッションでP3トラス上部の曝露機器結合システム1（UCCAS-1）に設置された。7つの結合機構(FRAM)を有している。ESP-2と同じく、ICCの改良型であり、大きさも同じである。
ESP-3は、シャトルとISSのロボットアーム(SRMS/SSRMS)、位置決め用のカメラシステム(BCS)と、電力・ビデオインタフェースを有するグラプルフィクスチャ(Power Video Grapple Fixture: PVGF)を使って、ISSの主要なエレメントとしては、初めて人の手を使わずにロボット操作だけで取り付けられた。操作を行った宇宙飛行士はSTS-118の7日目にロボットアームを使って設置した。

2010年1月12日、ESP-3はISSのロボットアームを使ってP3トラス上部からS3トラス下部へ移動された。この移動はエクスプレス補給キャリア3 (ELC-3)をSTS-134ミッション時にP3トラス上部に設置するのに備えてその場所を空けるために行われた。

### 保管品
ESP-3には以下の7箇所の接続部(FRAM)があり、以下のORUが保管されている。
- FRAM-1 (シャトル搭載時の上面) カナダアーム2(SSRMS)のピッチ・ロール軸用関節 (P/R‐J) :ESP-3に搭載したまま運搬[11]
- FRAM-2 (上面) フレックス・ホース・ロータリー・カプラー (FHRC) :STS-126で追加[14]
- FRAM-3 (上面) ポンプモジュール (PM) :STS-127で追加[15]
- FRAM-4 (上面) リニア駆動ユニット (LDU) :STS-127で追加[15]
- FRAM-5 (シャトル搭載時のキール側:すなわち下面) Kuバンドアンテナ (Space-to-Ground Antenna: SGANT): STS-127で追加[15] (注：SGANTはSpace-to-Groundという名称が付いているが地上との直接通信は出来ず、TDRS衛星を経由して通信を行う衛星間通信用のKuバンドアンテナ)
- FRAM-6 (下面) バッテリ充放電ユニット (BCDU) :ESP-3に搭載したまま運搬[11]
- FRAM-7 (下面) 空き状態

### 保管品入れ替えの変遷
- コントロール・モーメント・ジャイロ(CMG)とフレームがFRAM-4に取り付けられて運ばれていたが、2007年8月13日にSTS-118ミッション時に故障品と交換するためにで取り外された。CMG固定用のフレームはESP-2に移設され、Z1トラスの故障したコントロール・モーメント・ジャイロを仮保管するために使われた[11]。

- 窒素タンク (NTA)はESP-3のFRAM-2に取り付けて運ばれていたが[11]、2008年6月8日のSTS-124ミッション中に使用済みのNTAと交換するためにS1トラスに移設された[16]。使用済みの窒素タンク(NTA)が代わりにFRAM-2に取り付けられて仮置きされていたが[11]STS-126で地上に回収された[14]。

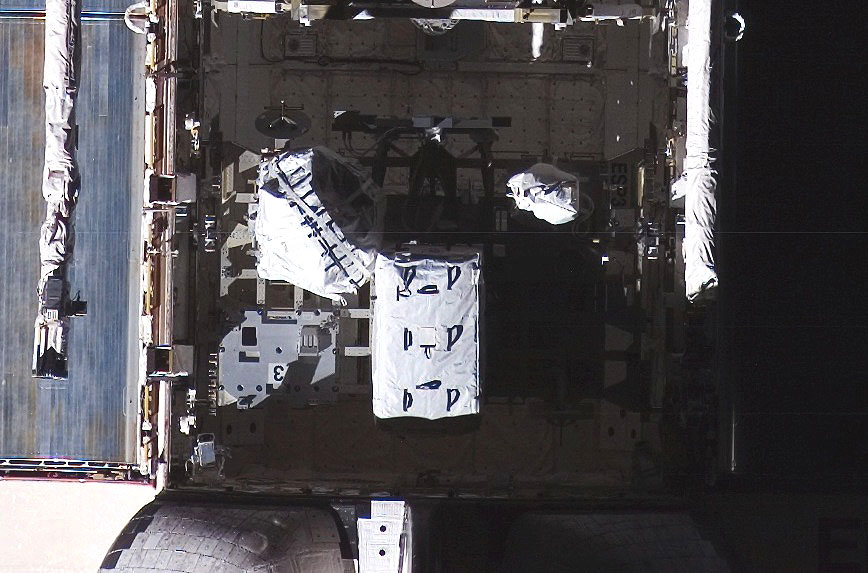
STS-118のペイロードベイに搭載されたESP-3。
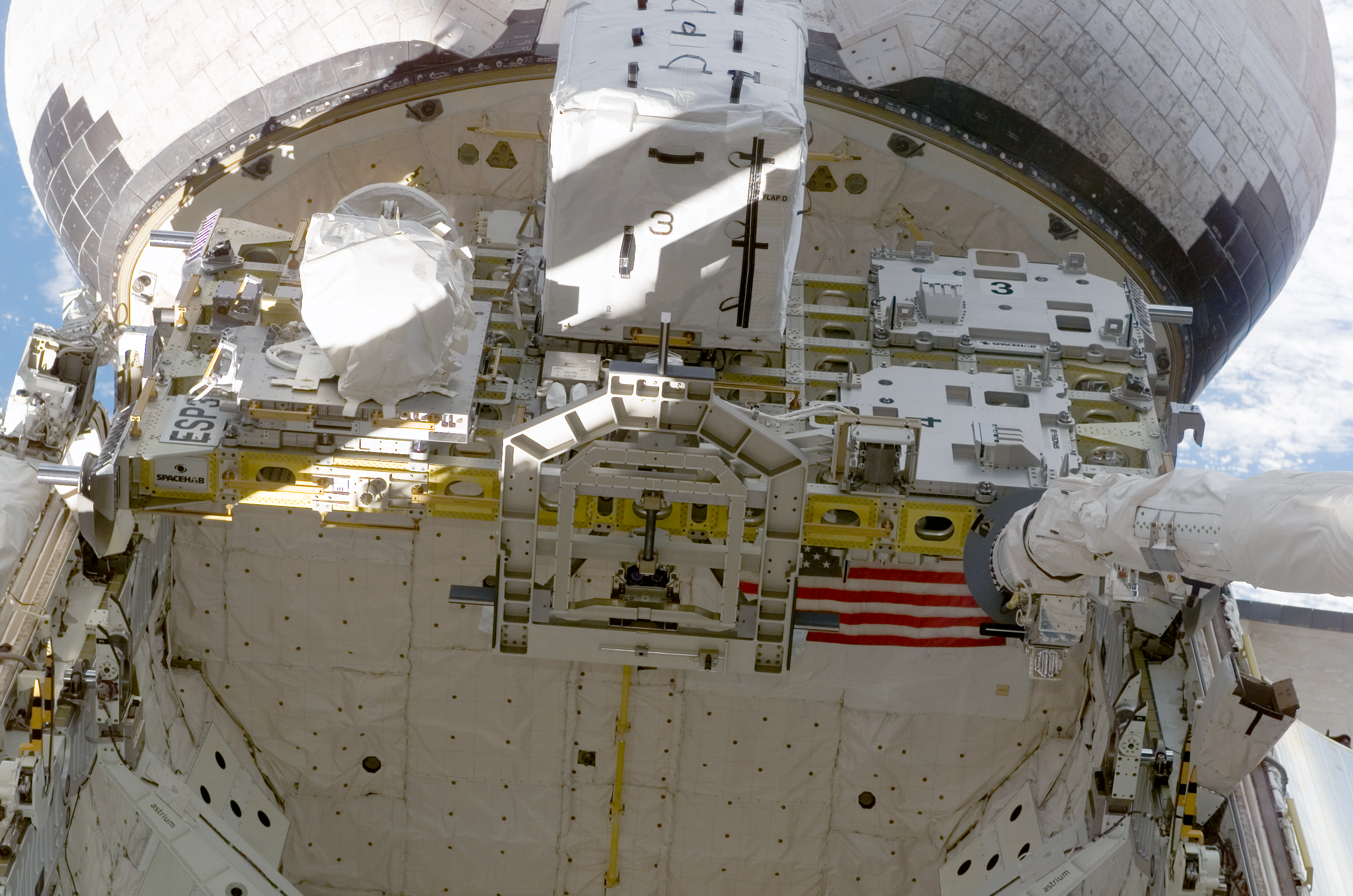
ペイロードベイ内のESP-3。
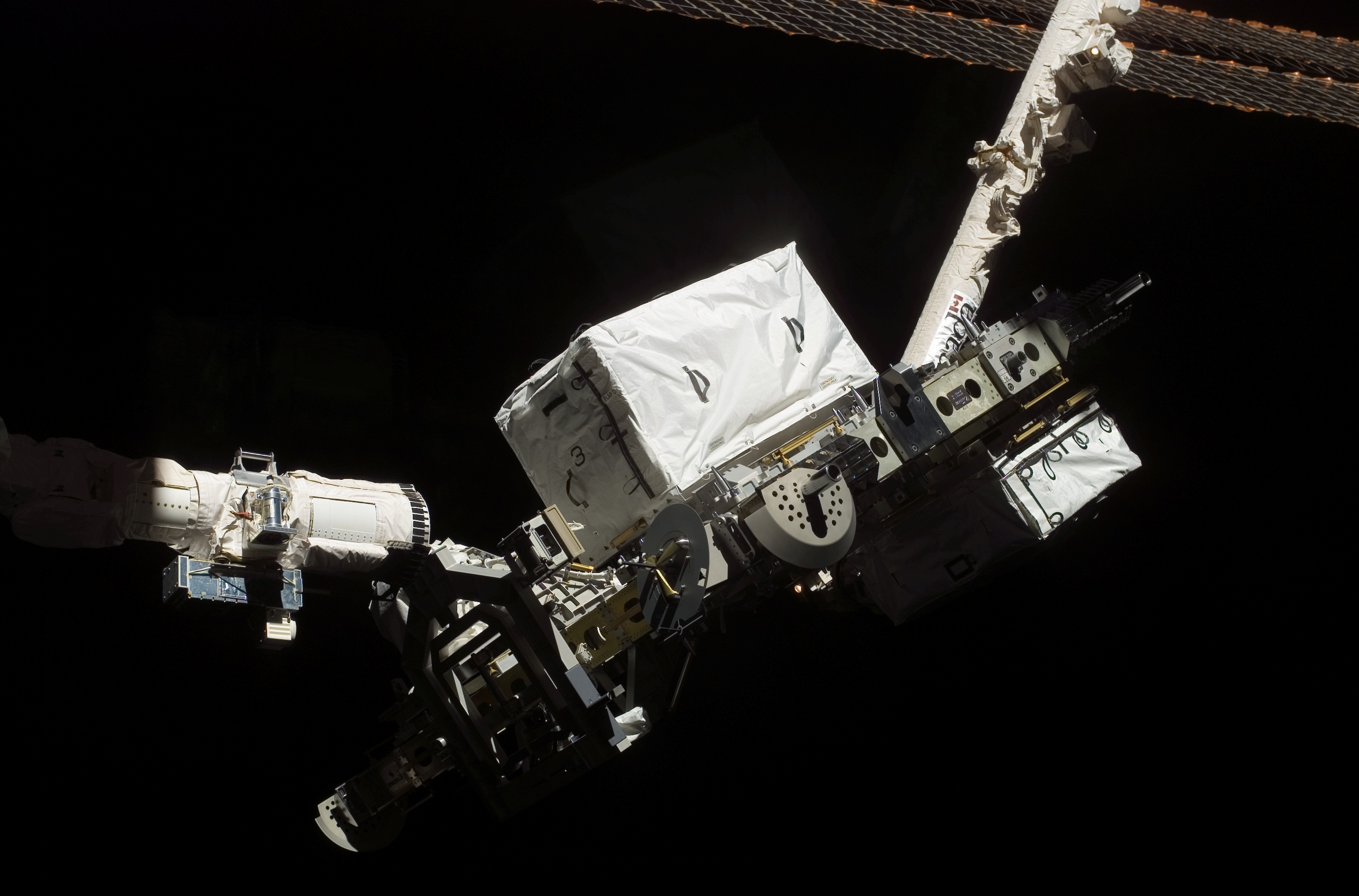
カナダアーム2によって取り付けられるESP-3。
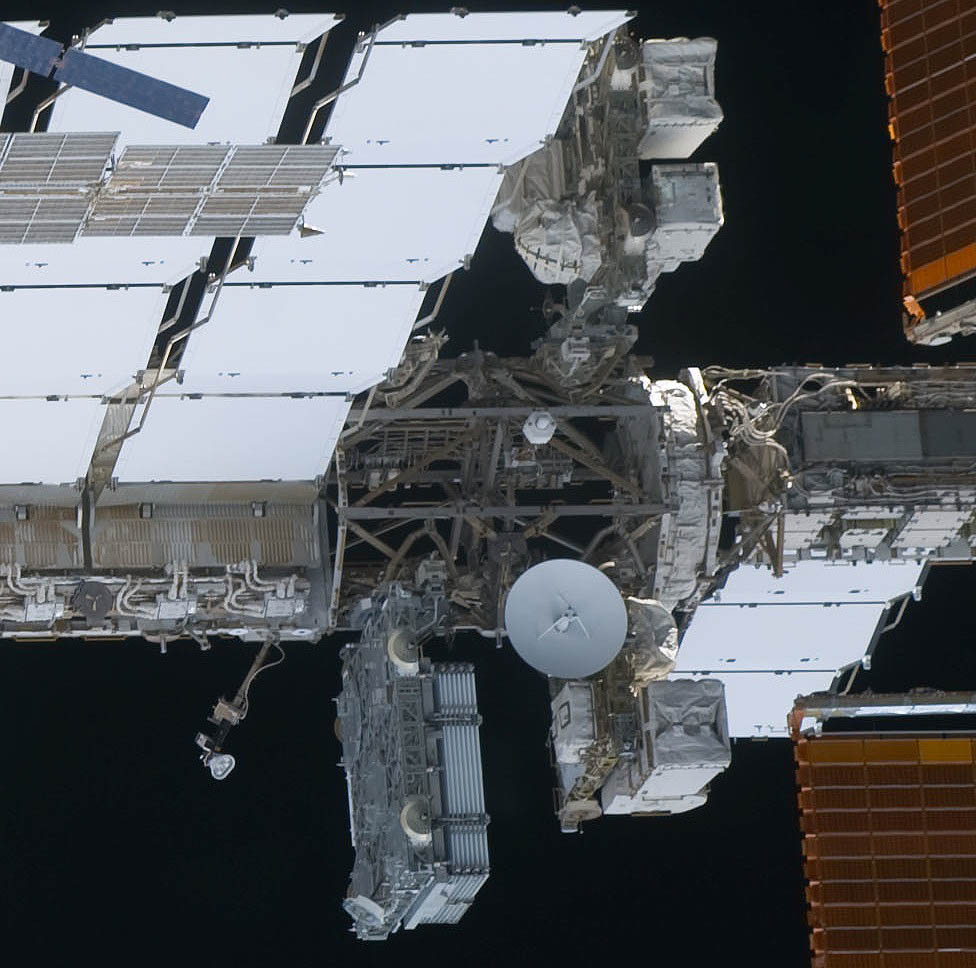
STS-133帰還時に撮影されたESP-3、kuバンドアンテナORUが見える。なお、左にELC-4が、上にELC-2が写っている。
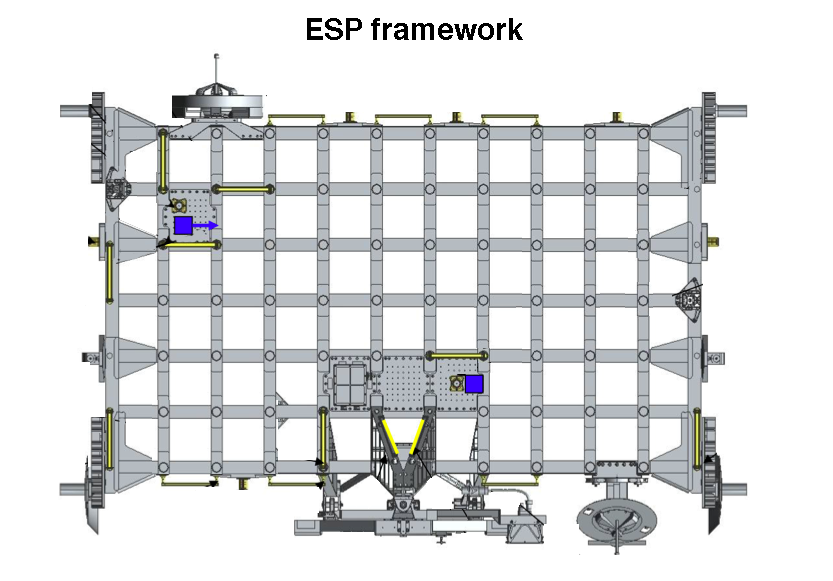
ESP-3の構造。

## 場所と構成部品

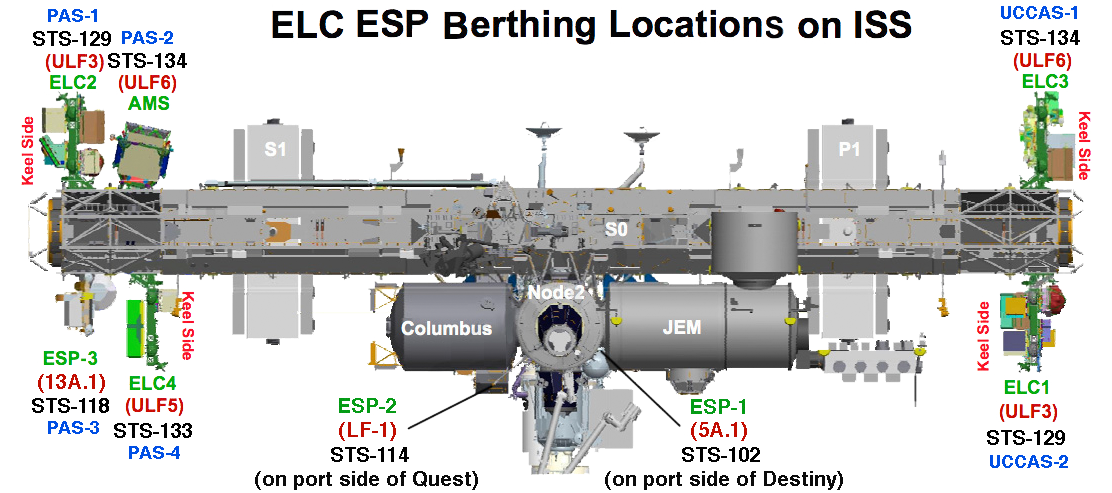
船外保管プラットフォーム（ESP）とエクスプレス補給キャリア（ELC）の取り付け位置。

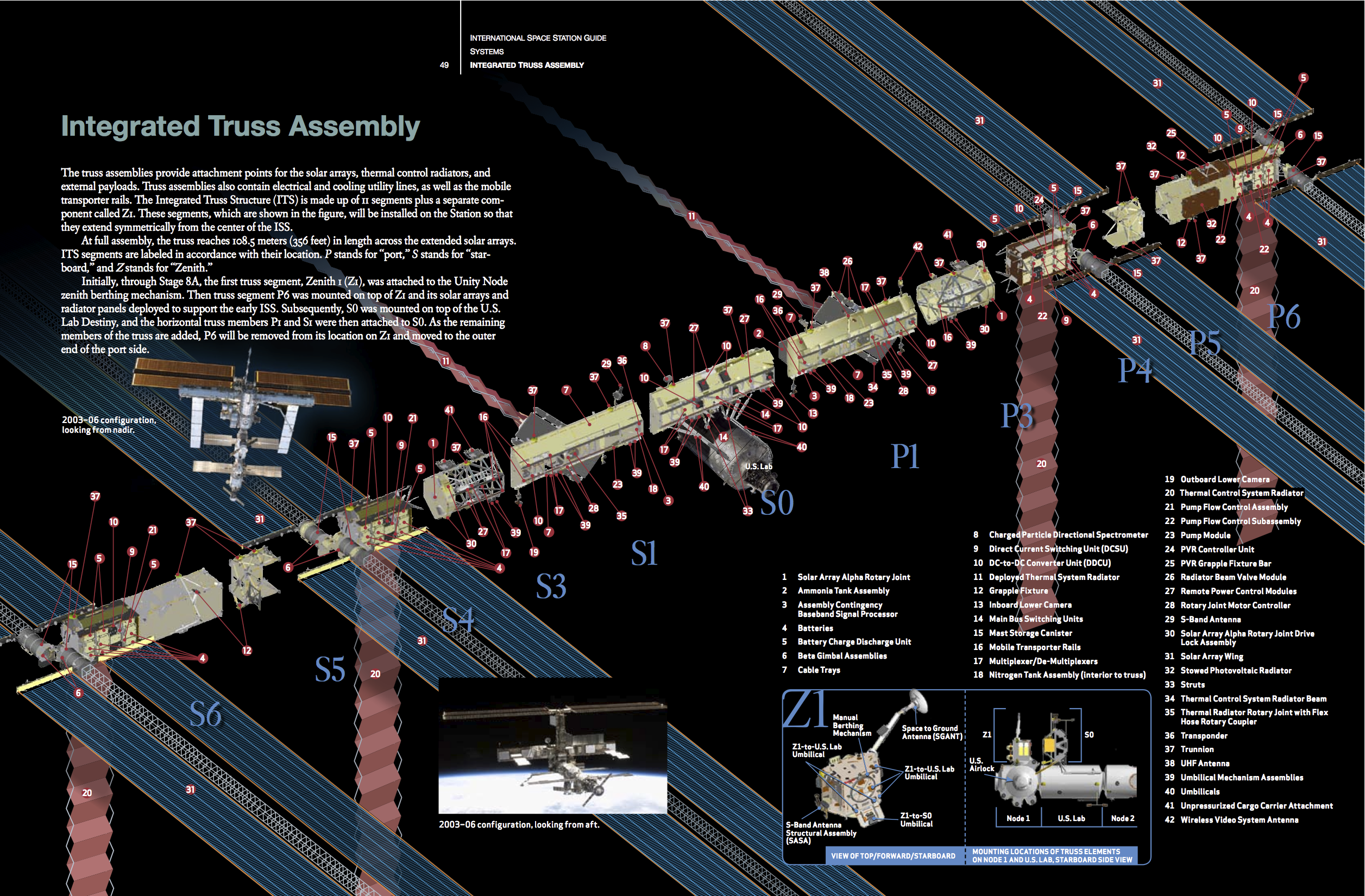
ISSのトラス構造とORUの設置位置

## 註
1. ↑  STS-102, Mission Control Center Status Report # 11 Tuesday, March 13, 2001 7:30 a.m. CST
2. ↑  "Minutes for May 29, 2001 EVA AIT" (Press release). NASA. 29 May 2001. 2007年8月1日閲覧。
3. ↑  http://www.shuttlepresskit.com/STS-102/
4. ↑  http://www.shuttlepresskit.com/STS-100/
5. ↑  NASA ISS Assembly
6. 1 2 3  “EVA Checklist: STS-123 Flight Supplement”. 2011年12月14日閲覧。
7. 1 2 3 4  “EVA Checklist: STS-114 Flight Supplement”. 2011年12月14日閲覧。
8. ↑  http://www.nasa.gov/centers/johnson/pdf/193894main_EVA_120_F_A_1.pdf
9. ↑  http://www.nasa.gov/centers/johnson/pdf/119110main_sts121_eva_checklist_specific_eva_ref.pdf
10. ↑  http://www.nasa.gov/centers/johnson/pdf/492875main_EVA_133_F.pdf
11. 1 2 3 4 5 6  “STS-118 Presskit”. 2011年12月14日閲覧。[リンク切れ]
12. ↑  http://www.nasa.gov/centers/johnson/pdf/203840main_EVA_122_F_A.pdf
13. ↑  NASA's ISS assembly information
14. 1 2  “EVA Checklist: STS-126 Flight Supplement”. 2011年12月14日閲覧。
15. 1 2 3  “EVA Checklist: STS-127 Flight Supplement”. 2011年12月14日閲覧。
16. ↑  http://www.nasa.gov/centers/johnson/pdf/229503main_EVA_124_F_1.pdf